# Tassos Papadopoulos
Tassos Nikolaou Papadopoulos (grekiska: Τάσσος Νικολάου Παπαδόπουλος), född 7 januari 1934 i Nicosia, död 12 december 2008 i Nicosia, var Cyperns president mellan 2003 och februari 2008.
Papadopoulos studerade rättsvetenskap i London (Gray's Inn, Barrister-at-Law) och arbetade även som advokat. Under det sena 50-talet var Papadopoulos aktiv i PEKA, den politiska sektionen av EOKA. Efter att Cypern blev självständigt blev Tassos arbetsminister i landet.
Papadopoulos var gift med Fotini Michaelides och efterlämnar fyra barn: Konstandinos, Maria, Nikolas och Anastasia.
Den 11 december 2009 stals Papadopoulos kropp. Orsakerna till stölden är oklara. Kroppen återfanns i mars 2010 och identiteten bekräftades med DNA.